# Нарын (Джидинский район)
Нары́н (Большой Нарын, бур. Ехэ Нарин) — село в Джидинском районе Бурятии. Образует сельское поселение «Нарынское».

## География
Расположено на левом берегу реки Джида в 30 км от российско-монгольской границы и в 60 км к западу от райцентра — села Петропавловка.
Через село проходит автотрасса Р440 Гусиноозёрск — Петропавловка — Закаменск.

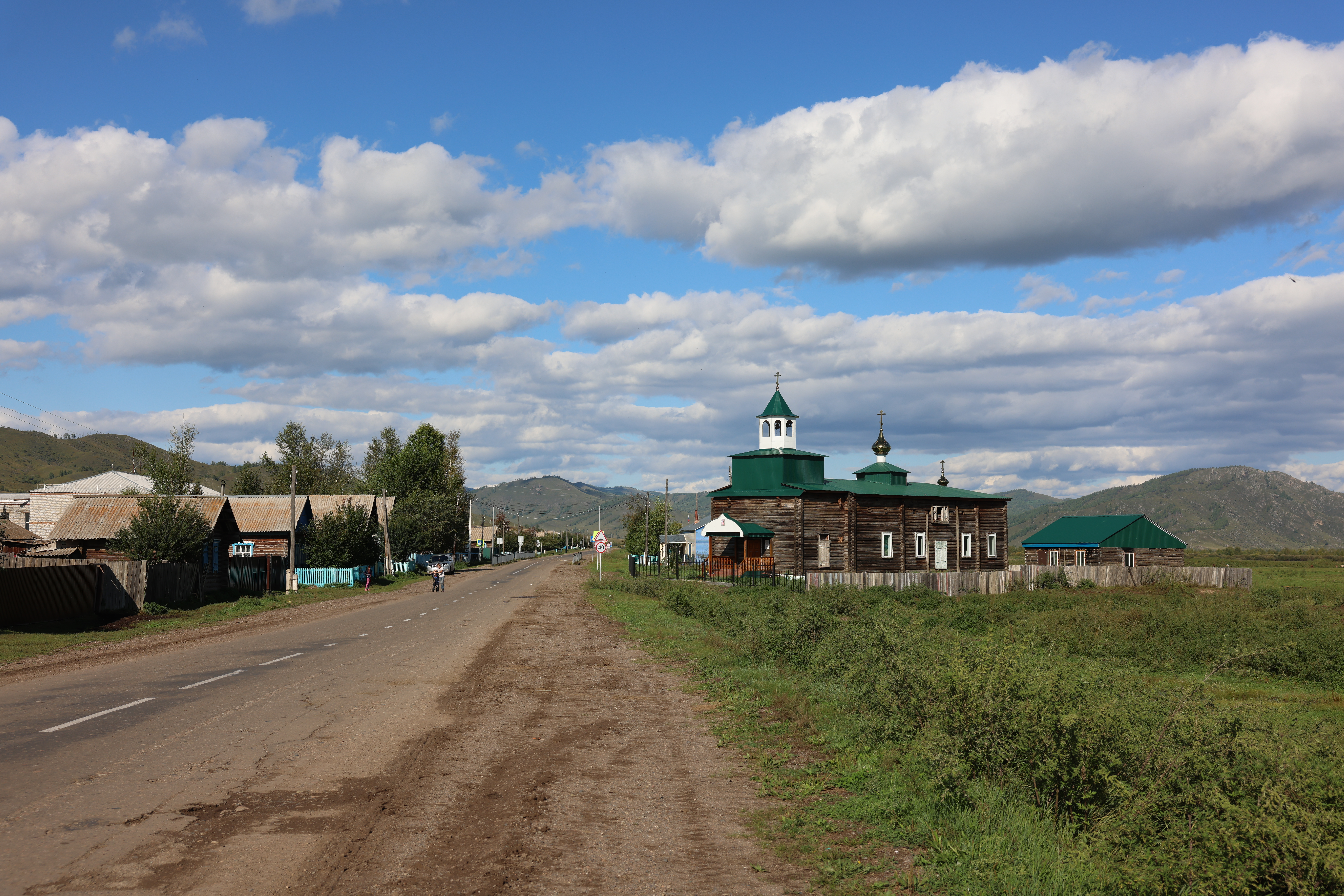
Улица Большого Нарына

## История
Большой Нарын основан в начале XVIII века как казачий пост на границе с империей Цин. Первоначально носил имя Нарын-Горхонский казачий посёлок.
В 1833 году в селе построена православная церковь, в 1890 году — церковно-приходская школа.
В период гражданской войны селе происходили бои красных партизан с белогвардейцами.

## Население

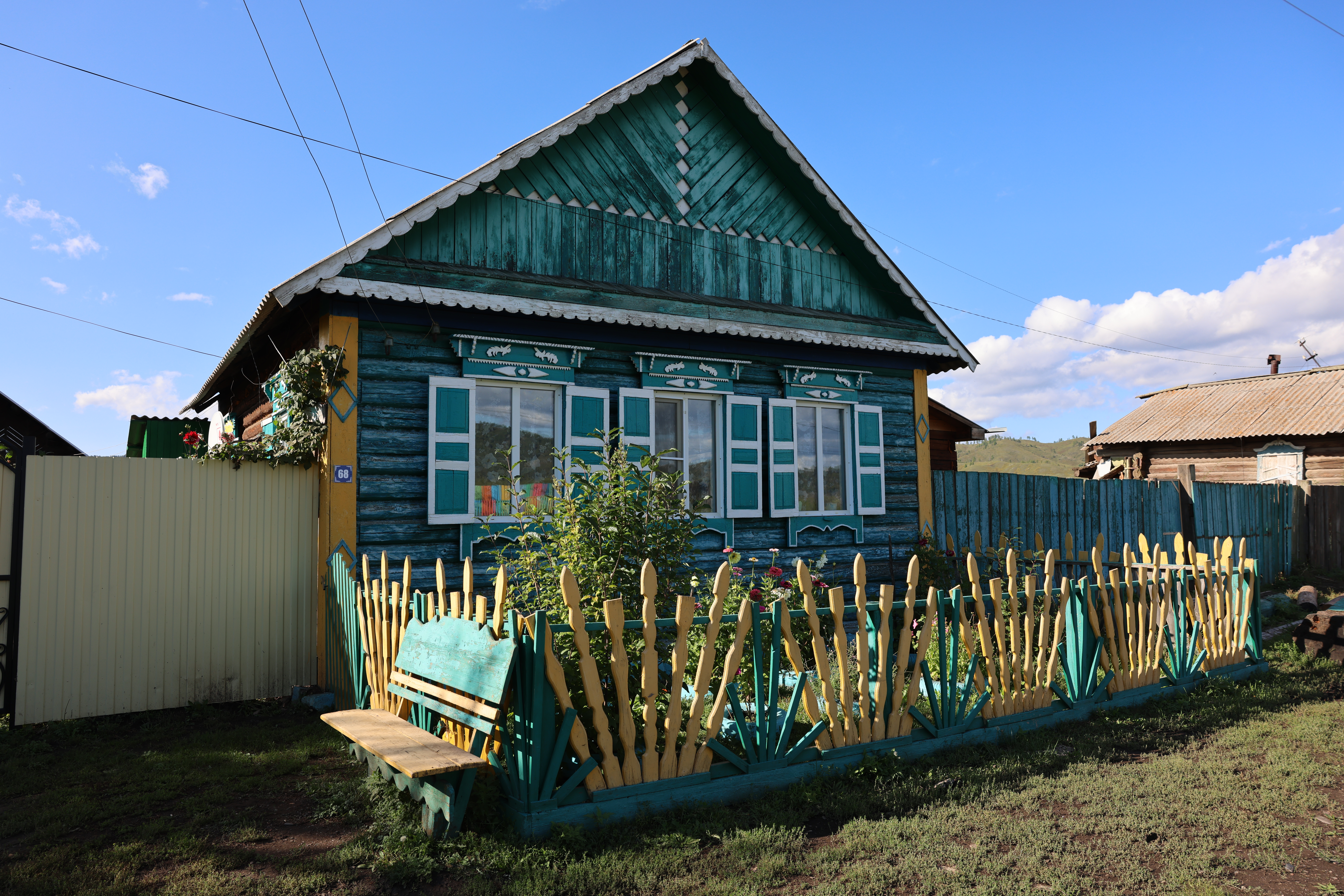
Нарядный дом в селе Большой Нарын

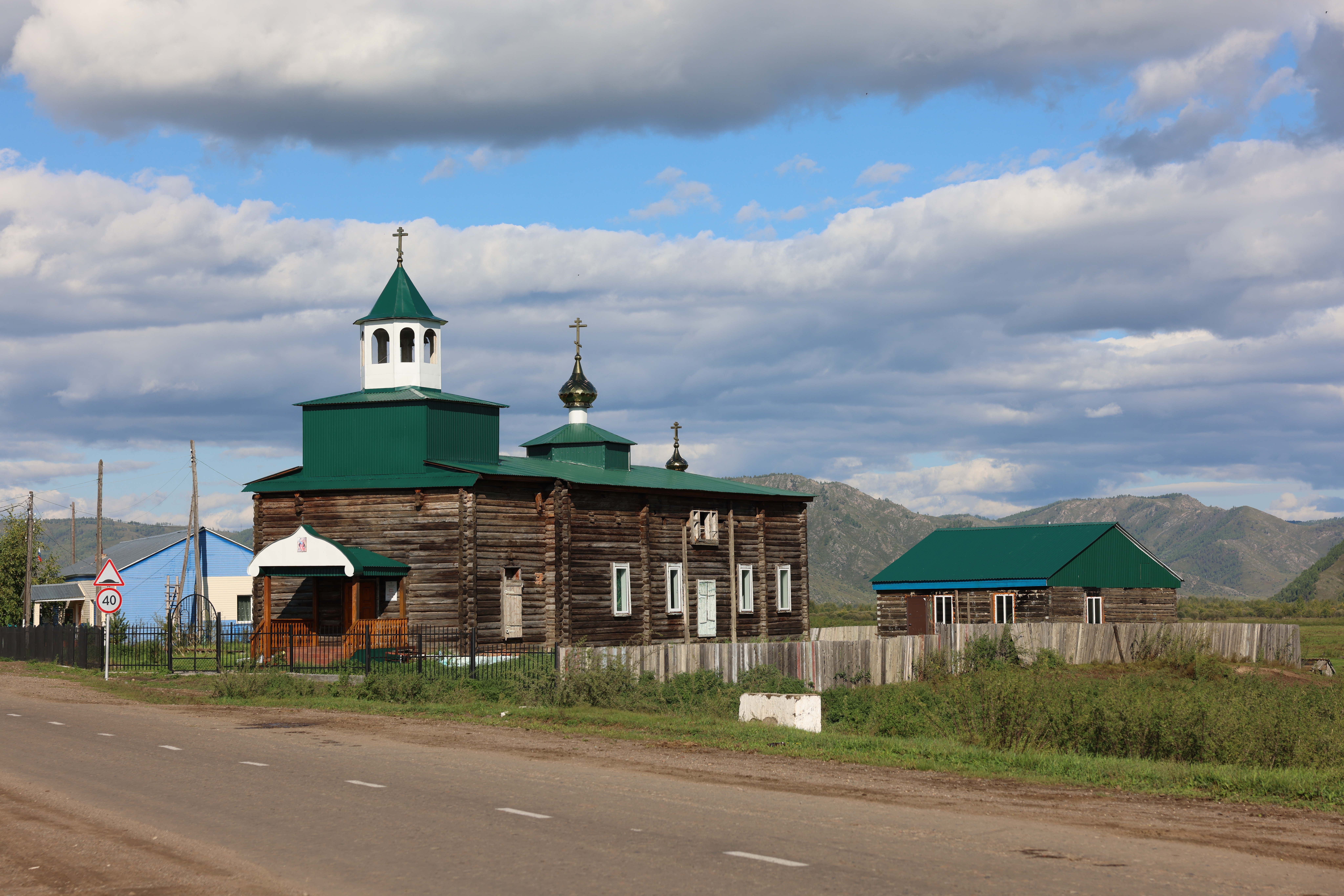
Свято-Ильинский храм

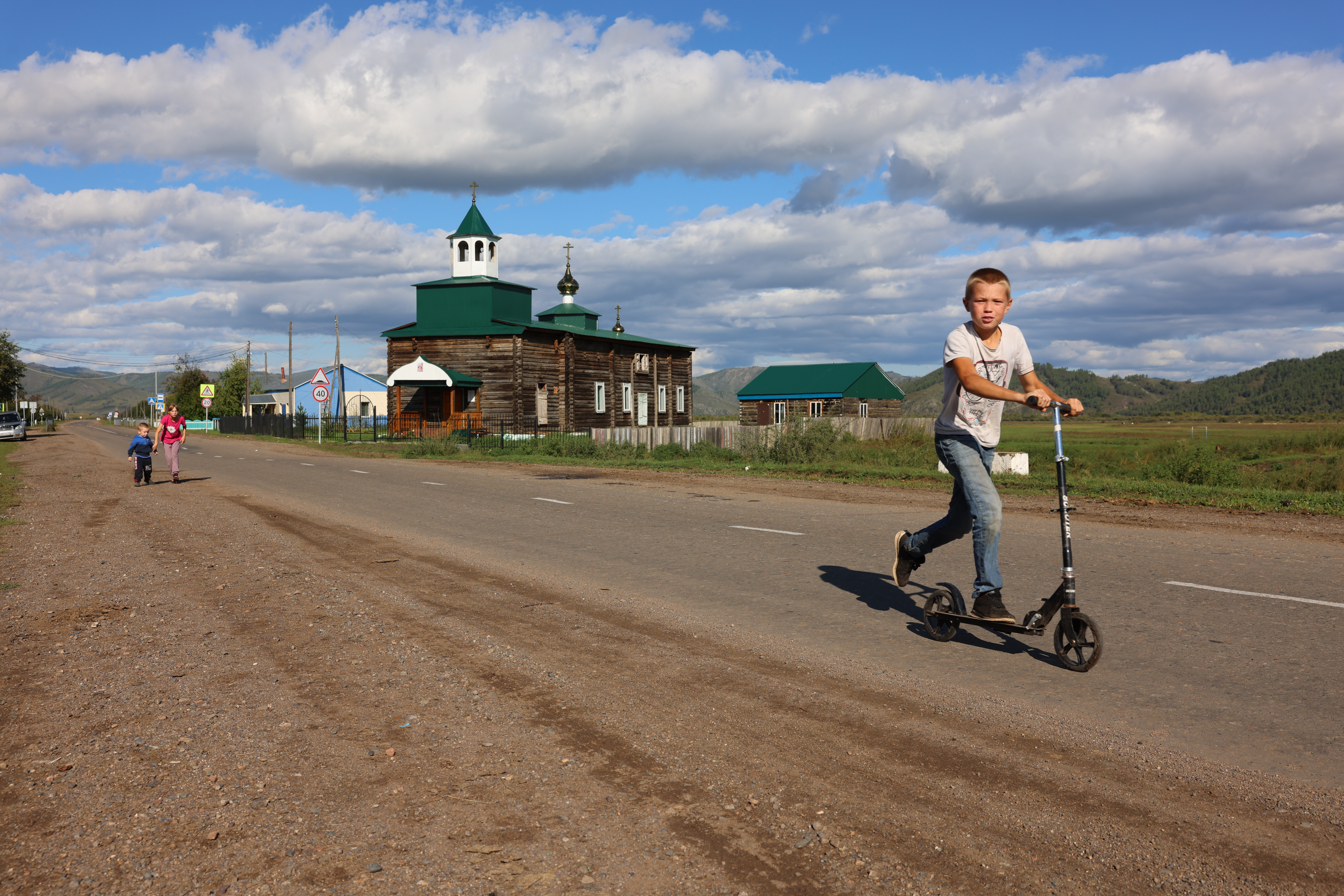
Мальчик на самокате в селе Большой Нарын

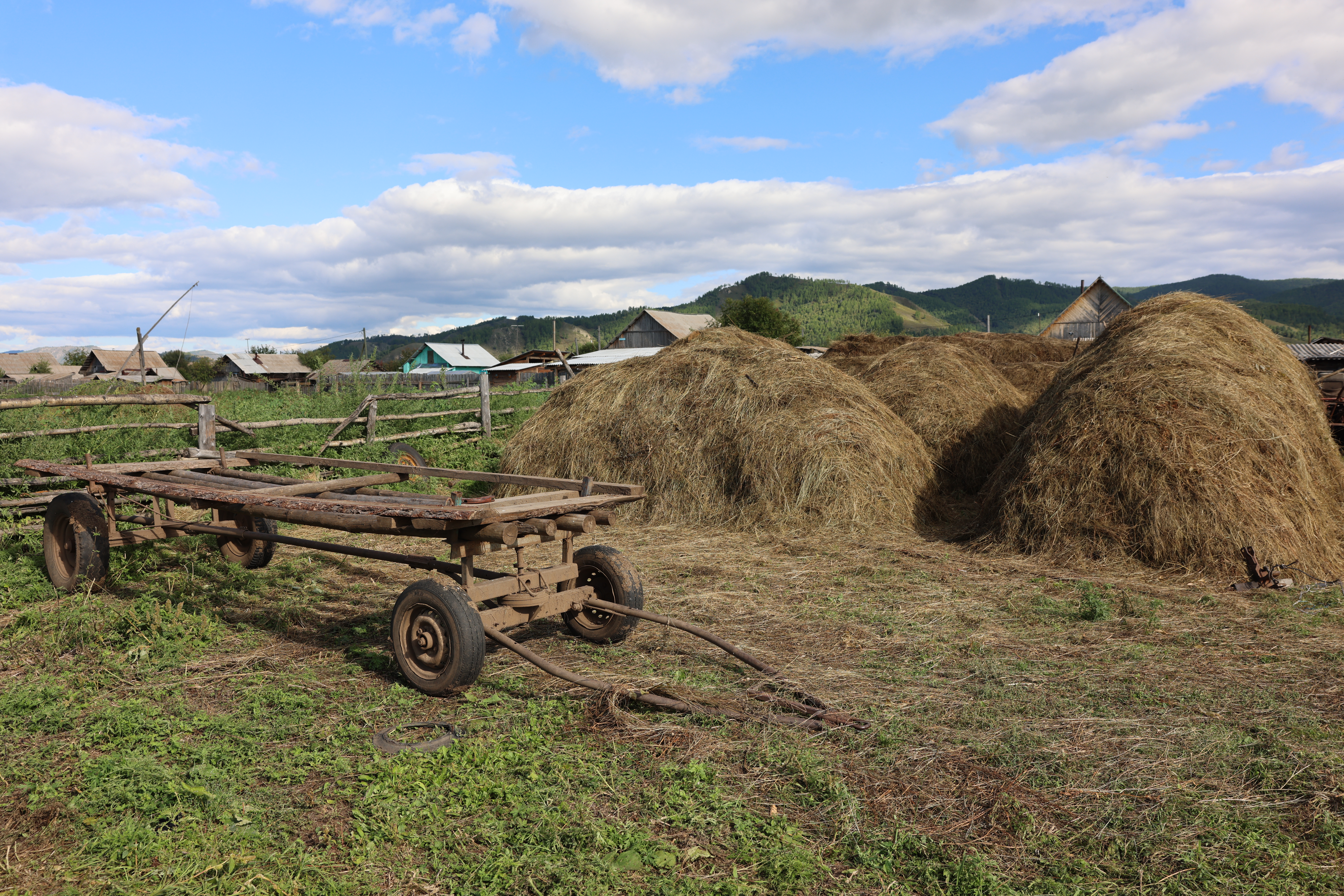
Телега на заднем дворе

| 2002 | 2010 | 2012 | 2013 | 2014 | 2015 | 2016 |
| ---- | ---- | ---- | ---- | ---- | ---- | ---- |
| 511  | ↘419 | ↘406 | ↘403 | ↘391 | ↘376 | ↘368 |
| 2017 | 2018 | 2019 | 2020 | 2021 | 2023 | 2024 |
| ↘357 | ↘348 | →348 | ↘340 | ↗347 | ↘335 | →335 |

## Экономика
Основу экономики села составляют личные крестьянские подворья. Жители выращивают картофель и содержат домашний скот.

## Инфраструктура

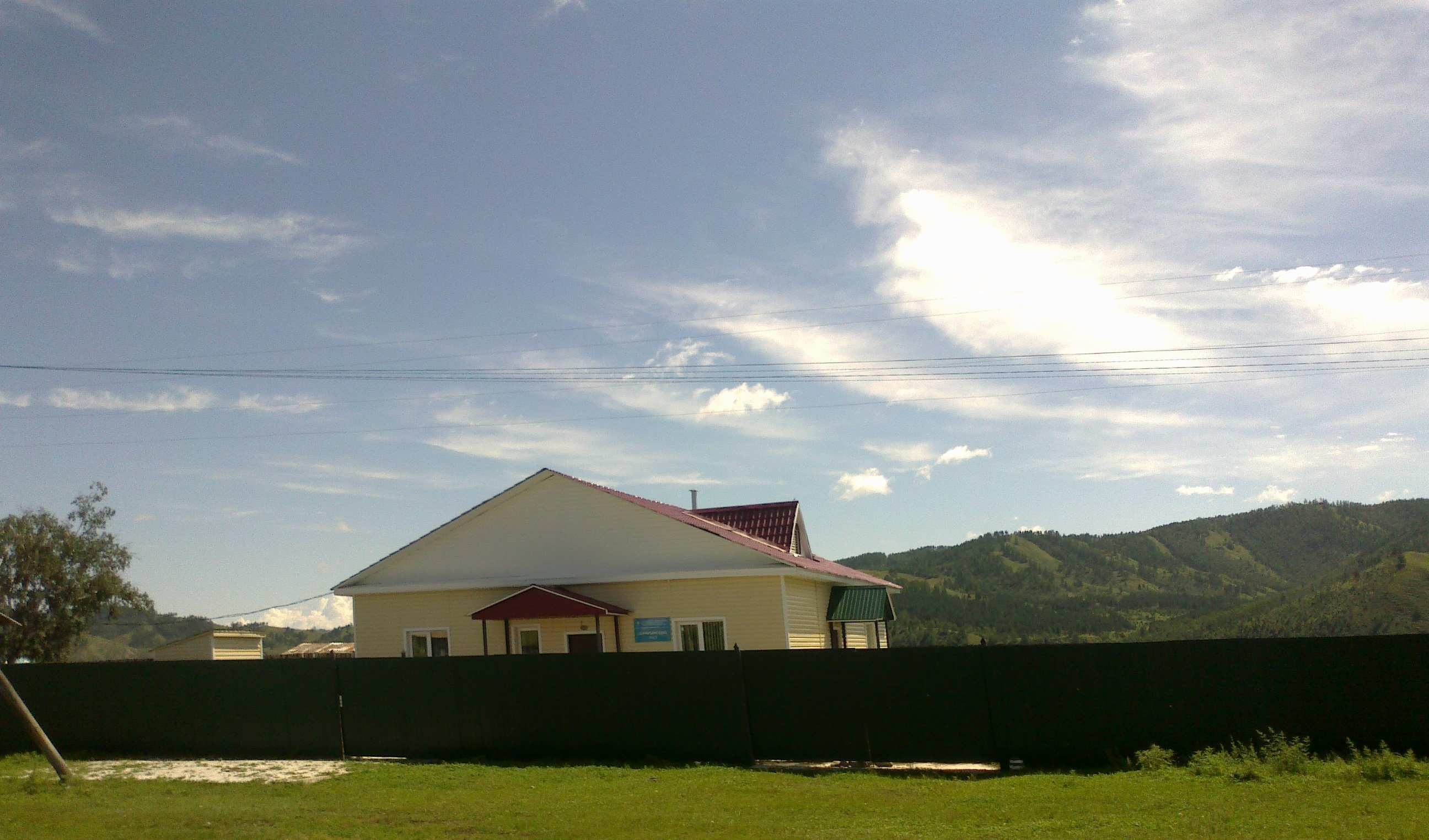
Амбулатория в селе Большой Нарын

- сельская администрация
- средняя школа
- Дом культуры
- детский сад
- магазины
- амбулатория

## Достопримечательности
- Вблизи Нарына есть целебный источник
- Гора Капитанка

## Объекты культурного наследия
- Могильник Капитанка (II—I тыс. до н. э.). Находится а 5-6 км к северо-востоку от села, на возвышенности, в 150 метрах к югу от развилки дороги, ведущей в село Армак.
- Могильник Подхулдочи (Капитанка, пункт II) (II—I тыс. до н. э.). находится в 3-4 км от отворота с трассы «Улан-Удэ-Закаменск» на село Подхулдочи (старая трасса).
- Могильник Харют (II—I тыс. до н. э.). Находится на левом берегу реки Джиды, у южного склона хребта, в 3 км восточнее моста через реку Армак.
- Могильник Падь Голубина (II—I тыс. до н. э.). Находится в урочище Голубина, на левом берегу реки Улятуй.

## Известные люди
- К. П. Бекетов — председатель Совета солдатских, крестьянских и казачьих депутатов в годы Гражданской войны.
- С. А. Бекетов — доктор сельскохозяйственных наук .